# Dean Budd

a Compétitions nationales et continentales officielles uniquement.

b Matchs officiels uniquement.
Dernière mise à jour le 26 novembre 2024.
Dean Budd, né le 31 juillet 1986, est un joueur international italien de rugby à XV d'origine néo-zélandaise. Il évolue au poste de deuxième ligne avec la franchise de Benetton Trévise.

## Biographie
Budd a joué dans le championnat provincial avec Northland, tout en participant au Super Rugby avec les Blues.  
Ila par la suite joué avec les NEC Green Rockets, en Top League japonaise, avant de rejoindre le Benetton Trévise.   
L'entraîneur de Treviso, Kieran Crowley, a nommé Budd au poste de capitaine pour la saison 2017-2018.
International italien depuis 2017, il est également nommé pour la première fois capitaine de l'équipe d'Italie pour le match de préparation de la coupe du monde contre l'Irlande le 10 août 2019.